# Giovanni Trevisan

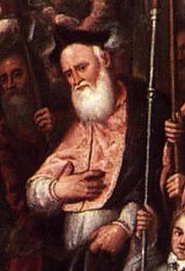
Patriarch Giovanni Trevisan (Gemäldeausschnitt)

Giovanni Trevisan (* 1503 in Venedig; † 3. August 1590 ebenda) war ein italienischer Patriarch.

## Biografie
Seit 1530 war er ein Abt des Benediktinerordens in San Cipriano auf der Insel Murano.
Im Januar 1560 wurde er vom venezianischen Senat zum Patriarchen von Venedig gewählt und am darauffolgenden 14. Februar von Papst Pius IV. bestätigt. Obwohl er den Benediktinern angehörte, erlaubte ihm der Papst am 1. März, als Auszeichnung für seine Abtei, alle Insignien der weltlichen Bischöfe zu verwenden. 
Er nahm am Konzil von Trient teil, dessen Ergebnis er durch verschiedene Initiativen in seiner Diözese umsetzen ließ.
Er starb in Venedig am 3. August 1590, nachdem er 30 Jahre lang das Patriarchat und 60 Jahre lang die Abtei geleitet hatte. Er wurde am Altar des Heiligen Johannes des Evangelisten in der Basilika San Pietro di Castello begraben.